# Aaron Hyman
Aaron Mordechai Hyman (auch Ahărôn Mordĕḵay Haymân, Ahron Hyman usw.; * 1863 in Sluzk, heute Belarus; † 1937) war Rabbiner und rabbinischer Schriftsteller.
Seit dem Jahr 1885 war Hyman Rabbiner in London. Dort gründete er die Jeschiwa „Ez Chajim“ („Baum des Lebens“) und den englischen Schochtimverband (Schächterverband). Er war Autor und Herausgeber wichtiger religiöser und biografischer Standardwerke auf Hebräisch.

## Schriften
- Bet waad lachachamim. London 1902 (Sammlung talmudischer Sentenzen).
- Toledot tannaʿim ve-amoraʾim. Express, London 1909/1910 (Erscheinungsjahr laut Titelblatt nach dem jüdischen Kalender: 5670); Nachdruck in 3 Bänden, Jerusalem 1964 (ausführliches Werk zu allen bekannten Tannaiten und Amoräern).
- Kommentierte Ausgabe des Sendschreibens des Scherira Gaon, London 1911.